# Okres Staszów
Okres Staszów (polsky Powiat staszowski) je okres v polském Svatokřížském vojvodství. Rozlohu má 924,8 km² a v roce 2021 zde žilo 70 928 obyvatel. Sídlem správy okresu je město Staszów.

## Gminy
Městsko-vesnické:
- Bogoria
- Oleśnica
- Osiek
- Połaniec
- Staszów
- Szydłów

Vesnické:
- Łubnice
- Rytwiany

## Města
- Bogoria
- Oleśnica
- Osiek
- Połaniec
- Staszów
- Szydłów

## Sousední okresy
| Růžice kompasu | Kielce | Opatów        | Sandomierz | Růžice kompasu |
| Růžice kompasu | Busko  | Sever         | Tarnobrzeg | Růžice kompasu |
| Růžice kompasu | Busko  | Okres Staszów | Tarnobrzeg | Růžice kompasu |
| Růžice kompasu | Busko  | Jih           | Tarnobrzeg | Růžice kompasu |
| Růžice kompasu | Busko  | Dąbrowa       | Mielec     | Růžice kompasu |